# ديفيد ووكر (إبطالي)
ديفيد ووكر (بالإنجليزية: David Walker)‏ (28 سبتمبر 1796 - 6 أغسطس 1830) أمريكي إبطالي وكاتب وناشط مناهض للعبودية. على الرغم من أن والده كان مستعبدًا، إلا أن والدته كانت حرة، وبالتالي كان هو أيضًا حرًا. في عام 1829، بينما كان يعيش في بوسطن، ماساتشوستس، نشر كتيبًا بعنوان «نداء إلى المواطنين ذوي البشرة الملونة في العالم»، وهو دعوة للسود ليتوحدوا ويحاربوا العبودية.
لفت النداء الانتباه إلى الانتهاكات والظلم في العبودية، وإلى مسؤولية الأفراد في التصرف وفقًا للمبادئ الدينية والسياسية. في ذلك الوقت، كان بعض الناس يشعرون بالقلق والخوف من رد الفعل الذي سيثيره الكتيب. كان المواطنون الجنوبيون مستائين من وجهات نظر ووكر، ونتيجة لذلك كانت هناك قوانين تحظر تداول «المنشورات المثيرة للفتنة»، كما أتاحت تشريعات كارولاينا الشمالية «أكثر الإجراءات القمعية التي مُرِّرت على الإطلاق في ولاية الكارولينا الشمالية للسيطرة على العبيد والسود الأحرار».
يشير المؤرخون وعلماء لاهوت التحرير إلى النداء باعتباره وثيقة سياسية واجتماعية مؤثرة في القرن التاسع عشر. مارس ووكر تأثيرًا جذريًا على الحركات الإبطالية لعصره وألهم القادة والنشطاء السود من بعده.
كان ابنه، إدوارد ج. ووكر، محاميًا وفي عام 1866، أصبح أحد أول رجلين من السود ينتخبا في الهيئة التشريعية لولاية ماساتشوستس.

## حياته البكرة وتعليمه
ولد ووكر في ويلمنجتون بولاية كارولينا الشمالية. كانت والدته حرة وكان والده الذي توفي قبل ولادته من العبيد. بما أن القانون الأمريكي اعتنق مبدأ أن من يولد في هذه الدنيا يتبع الرحم لذي أنجبه، ورث ووكر وضع والدته كشخص حر من أصحاب البشرة الملونة.
على الرغم من حريته، وجد ووكر أن اضطهاد السود لا يطاق. يتذكر في وقت لاحق ما كان يفكّر فيه قائلًا: «إذا بقيت في هذه الأرض اللعينة، فلن أعيش طويلًا ... لا يمكنني البقاء حيث يجب أن أسمع سلاسل العبيد باستمرار، وحيث يجب أن أواجه إهانات مستعبديهم المنافقين». نتيجة لذلك، عندما كان شابًا، انتقل إلى تشارلستون بولاية كارولينا الجنوبية، قبلة السود الأحرار. انتسب إلى مجتمع نشطاء الكنيسة الأسقفية الميثودية الإفريقية، أعضاء في أول طائفة للسود في الولايات المتحدة. زار في وقت لاحق فيلاديلفيا، ومن المحتمل أنه عاش فيها، خاصة أنها مركز لبناء السفن وموقع مجتمع أسود نشط، وهي المكان الذي تأسست فيه حيث تأسست الكنيسة الأسقفية الميثودية الإفريقية.

## زواجه وأبناؤه
استقر ووكر في بوسطن بحلول عام 1825، وألغيت العبودية في ماساتشوستس بعد الحرب الثورية الأمريكية. تزوج من إليزا بتلر، ابنة جوناس بتلر في 23 فبراير 1826. كانت عائلتها من السود القاطنين في بوسطن. أنجبا طفلين هما ليديا آن ووكر، توفيت في 31 يوليو 1830 في بوسطن، ماساشوستس نتيجة إصابتها حمى الرئة عندما كانت تبلغ من العمر عامًا واحدًا وتسعة أشهر، وإدوارد ج. ووكر (1831-1910).

## حياته المهنية
أسس متجرًا لبيع الملابس المستعملة في سوق المدينة. امتلك بعد ذلك متجرًا للملابس في شارع براتل بالقرب من أرصفة الميناء. عام 1828، حوكم ثلاثة تجار ملابس، من ضمنهم ووكر، لبيعهم ملابس مسروقة.
ساعد العبيد الهاربين و«الفقراء والمحتاجين». شارك ووكر في المنظمات المدنية والدينية في بوسطن. كان متورطًا مع ماسونيي برينس هول، وهي منظمة تشكلت في ثمانينيات القرن التاسع عشر وقاومت المعاملة التمييزية للسود. أصبح مؤسسًا لجمعية ماسشوستس العامة للأشخاص ذوي البشرة الملونة، التي عارضت إرسال الأمريكيين السود الأحرار إلى إفريقيا لاستعمارها، وكان عضوًا في كنيسة القس سامويل سنودن الميثودية. تحدث ووكر أيضًا علنًا ضد العبودية والعنصرية.
أشرف توماس دالتون ووكر على نشر عمل جون ت. هيلتون الذي يحمل عنوان «توجه»، وقد سُلّم للمحفل الإفريقي الكبير في بوسطن، رقم 459، 24 يونيو، 1828، بقلم جون ت. هيلتون في المهرجان السنوي للقديس يوحنا المعمدان (بوسطن، 1828).
على الرغم من أنها لم تكن خالية من العداء والتمييز العنصريين، عاشت العائلات السوداء في بوسطن في ظروف مقبولة نسبيًا في عشرينيات القرن التاسع عشر. كان معدل النشطاء في بوسطن مرتفعًا بشكل خاص. وثق هذا الأمر المؤرخ بيتر هينكس: «كان نمو الجيوب السوداء في مدن وبلدات مختلفة لا ينفصل عن تطوير قيادة سوداء محلية متعلمة ومشاركة اجتماعيًا». بحلول نهاية عام 1828، أصبح ووكر المتحدث الرئيسي ضد العبودية في بوسطن.

## نداء ووكر عام 1829
في سبتمبر من العام 1829، نشر ووكر نداءه للأمريكيين من أصل إفريقي بعنوان «نداء ووكر»، في أربع مقالات وديباجة، إلى مواطني العالم من أصحاب البشرة الملونة، لكنه كان موجهًا بشكل خاص وصريح للغاية إلى مواطني الولايات المتحدة الأمريكية، وقد كتبت وثيقة النداء في بوسطن، ولاية ماساتشوستس، في 28 سبتمبر 1829. كان الغرض من الوثيقة تشجيع القراء على القيام بدور نشط في محاربة الاضطهاد، بغض النظر عن المخاطر التي قد يواجهونها، وتحقيق الضغط على الأمريكيين من أصحاب البشرة البيضاء كي يدركوا الفشل الأخلاقي والديني للعبودية.

### القضايا الأساسية

#### العنصرية
تحدى ووكر العنصرية التي كانت منتشرة أوائل القرن التاسع عشر. استهدف على وجه التحديد مجموعات مثل جمعية الاستعمار الأمريكية، التي سعت لترحيل جميع السود المحررين والمفرج عنهم من الولايات المتحدة إلى مستعمرات في إفريقيا (هكذا تأسست ليبيريا). كتب ضد التأكيدات التي نشرها الرئيس الأمريكي الراحل توماس جيفرسون، الذي توفي قبل 3 سنوات من نشر كتاب ووكر، عن دونية السود بالمقارنة مع البيض. كما أوضح ووكر: «أقول، ما لم ندحض حجج السيد جيفرسون التي تحترمنا، فإننا سنثبتها فقط».
رفض الافتراض المنتشر بين أصحاب البشرة البيضاء في الولايات المتحدة الذي يقول أن البشرة الداكنة كانت علامة على الدونية وعلى درجة أدنى من الإنسانية. تحدى النقاد ليروه «صفحة واحدة من التاريخ، سواء كانت مقدسة أو عامية، يمكن العثور على آية فيها تؤكد أن المصريين كانوا يهينون بنو إسرائيل، عبر إخبارهم أنهم ليسوا من عائلة البشر»، في إشارة إلى الفترة التي اتُخذوا فيها عبيدًا في مصر.

#### المساواة في الحقوق
بحلول العشرينيات والثلاثينات من القرن التاسع عشر، ظهر أفراد وجماعات ملتزمين بتأمين بحقوق متساوية للرجال والنساء السود، لكن لم تكن هناك حركة لمكافحة العبودية على الصعيد الوطني عند نشر نداء ووكر. كما كتب المؤرخ هربرت أبثكر:
ليست الإبطالية لأصحاب القلوب الضعيفة. مثل مالكو العبيد في النصف الأول من القرن التاسع عشر الوحدة الاقتصادية الوحيدة الأكثر ارتباطًا والأهم في البلاد، فشكّلت استثماراتهم الملايين من السندات وملايين الهكتارات من الأراضي التي تقدّر قيمتها بمليارات الدولارات. تبعت هذه القوة الاقتصادية سلطة سياسية، لأن أصحابها كانوا مهيمنين ضمن الأمة وضمن الجنوب.
كان أبثكر يشير إلى الحكم الوارد في الدستور الذي يحستب ثلاثة أخماس فقط من العبيد ضمن عدد سكان أية ولاية، وذلك لغرض تقسيم مقاعد الكونغرس والكلية الانتخابية. أعطى هذا الأمر الناخبين البيض في الجنوب تمثيلًا أكبر وتأثيرًا أكبر بكثير في المجمع الانتخابي مما يجب أن تتمثل أعدادهم به، في الوقت الذي لم يتسن فيه لا للسود الأحرار ولا للعبيد التصويت. أدى ذلك إلى امتلاك السياسيين الجنوبيين سلطة هائلة، وأدى إلى انتخاب الجنوبيين رؤساء للولايات المتحدة.

## وصلات خارجية
- دايفيد ووكر على موقع الموسوعة البريطانية (الإنجليزية)